# Gan-Shin
Gan-Shin (岩神) é um selo musical (gravadora) que atua na Europa, com contratações em sua maioria de bandas japonesas do cenário visual kei. Foi fundado por Matthias Müssig em 2003.